# Refuge Guides du Cervin
Le refuge Guides du Cervin, en italien rifugio Guide del Cervino, est un refuge de montagne de la société des guides du Cervin se situant en Vallée d'Aoste en Italie, dans le haut Valtournenche, et en Valais en Suisse, à 3 457 mètres d'altitude, au pied du Petit Cervin et non loin du Cervin.

## Caractéristiques
Inauguré en 1984, il se situe à la frontière entre l'Italie et la Suisse, entre le sommet de la Tête Grise et le col d'Aventine, en limite du plateau Rosa. Cette frontière est définie dans ce secteur par la ligne de partage des eaux qui est marquée ici par les faîtes des glaciers du Théodule et de Valtournenche. Avec la fonte du glacier liée au réchauffement climatique, la frontière a du être redessinée en 2022 et décalée de quelques dizaines de mètres vers l'ouest, passant de part en part du refuge qui se retrouve ainsi en majorité en Suisse. Des négociations entre les deux pays sont alors entreprises afin de régler ce nouveau différend frontalier. Cette situation est similaire à celle de la cabane Reine-Marguerite située au mont Rose.

## Accès
Depuis le versant italien, voie d'accès principale, on y accède depuis Breuil, importante station de ski du haut Valtournenche, en empruntant le télécabine Breuil-Cervinia – Plan Maison puis le télécabine Plan Maison – Cimes blanches Lacs et enfin le téléphérique Cimes blanches Lacs – Plateau Rosa. Depuis le versant suisse, on y accède depuis Zermatt, importante station de ski valaisanne, par le téléphérique du Matterhorn Glacier Paradise qui permet d'atteindre le Petit Cervin puis en descendant à ski ou cramponné (30 minutes) sur la piste de ski (été et hiver). L'arrivée d'un téléski du domaine skiable du Matterhorn Ski Paradise, ouvert toute l'année, est situé à proximité du refuge.

## Ascensions
- Breithorn - 4 165 mètres
- Castor - 4 221 mètres
- Pollux - 4 091 mètres
- Roccia Nera - 4 073 mètres[4]

## Traversées
- Refuge Ottorino Mezzalama - 3 036 mètres
- Refuge Guides d'Ayas - 3 420 mètres
- Refuge du Théodule - 3 317 mètres
- Gandegghütte - 3 029 mètres, sur le versant suisse